# Miss Italien

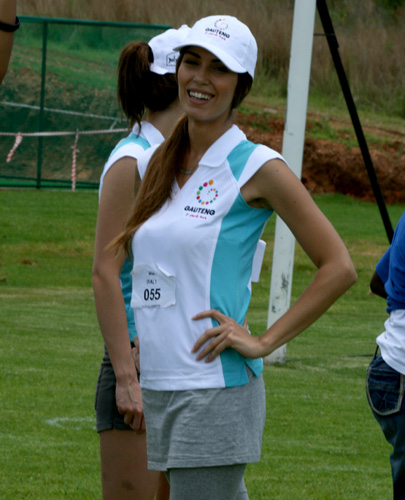
Claudia Russo, Miss Mondo Italia 2008

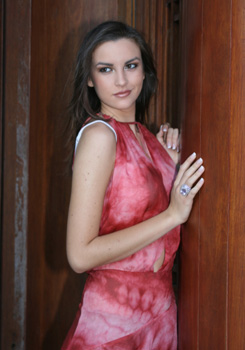
Giada Wiltshire, Miss Mondo Italia 2007

Miss Italien ist ein nationaler Schönheitswettbewerb für unverheiratete Frauen in Italien, der im Inland Miss Italia heißt. Unter diesem Namen wird er seit 1946 durchgeführt.
Es gab zwei Vorläufer: Einer begann bereits in den 1920er Jahren. Der Name ist nicht bekannt. Die Gewinnerinnen nahmen damals schon an der Miss Europe und Miss Universe teil. Der zweite Wettbewerb wurde 1939 begründet, um Bekanntheit und Absatz einer Zahnpasta-Marke zu steigern. Er lief unter dem Namen 5000 lire per un sorriso (5000 Lire für ein Lächeln). Damit waren bereits die beiden wichtigsten Teile des Wettbewerbs genannt: der Siegespreis und die Anforderung an die Kandidatinnen. Das Mindestalter für die Teilnahme liegt bei 18 Jahren; die letzte 17-jährige Gewinnerin war 2001 Daniela Ferolla gewesen. 17-Jährige können aber bereits am „‚Maskottchen‘-Wettbewerb“ teilnehmen. Wer „Miss Italia Mascotte“ wird, darf im Folgejahr an der richtigen Miss-Wahl teilnehmen.
Nach einer Unterbrechung durch den Zweiten Weltkrieg wurde der Wettbewerb unter seinem jetzigen Namen wiederbelebt.
Einige Teilnehmerinnen wurden später als Filmschauspielerinnen bekannt, darunter die Dritte von 1947, Gina Lollobrigida, außerdem Silvana Mangano, Eleonora Rossi Drago, die ebenfalls 1947 kandidierten, sowie Maria Grazia Cucinotta, die 1987 Platz 3 belegte. 1996 belegte das spätere Bond-Girl Caterina Murino einen vierten Platz.
Ein Wettbewerb für Italienerinnen, die im Ausland leben, wurde von 1991 bis 2012 unter dem Titel Miss Italia nel Mondo (Miss Italien in der Welt) veranstaltet.
Seit 2003 gibt es den Wettbewerb Miss Universo Italia zur Ermittlung der italienischen Miss-Universe-Kandidatin. Organisator ist die Tradeco Entertainment S.r.l. in Russi (Emilia-Romagna).
Einen eigenen Wettbewerb zur Ermittlung der italienischen Teilnehmerin an der Miss World gibt es seit 2005 unter dem Namen Miss Mondo Italia (Miss Welt/World Italien). Veranstalter ist die Miss World Limited mit Sitz in Leverano (Provinz Lecce).

## Die Siegerinnen

### Siegerinnen vor 1939
| Jahr      | Name                   |
| --------- | ---------------------- |
| 1927      | Maria Gallo            |
| 1928      | Livia Marracci         |
| 1929      | Derna Giovannini       |
| 1930      | Mafalda Mariottino     |
| 1931      | Claudia Nocetti        |
| 1932      | Rosetta Montali        |
| 1933      | Ivana Fusco            |
| 1934      | Tosca Giusti           |
| 1935      | Vanna Panzarasa        |
| 1936–1938 | ? (nicht ausgetragen?) |

### Miss Sorriso
| Jahr      | Miss Sorriso      |
| --------- | ----------------- |
| 1939      | Isabella Verney   |
| 1940      | Gianna Maranesi   |
| 1941      | Adriana Serra     |
| 1942–1945 | nicht ausgetragen |

### Miss Italia
| Jahr | Miss Italia                  |
| ---- | ---------------------------- |
| 1946 | Silvana Pampanini            |
| 1947 | Lucia Bosè                   |
| 1948 | Fulvia Franco                |
| 1949 | Mariella Giampieri           |
| 1950 | Anna Maria Bugliari          |
| 1951 | Isabella Valdettaro          |
| 1952 | Eloisa Cianni                |
| 1953 | Marcella Mariani             |
| 1954 | Eugenia Bonino               |
| 1955 | Brunella Tocci               |
| 1956 | Nives Zegna                  |
| 1957 | Beatrice Faccioli            |
| 1958 | Paola Falchi                 |
| 1959 | Marisa Jossa                 |
| 1960 | Layla Bigazzi                |
| 1961 | Franca Cattaneo              |
| 1962 | Raffaella De Carolis         |
| 1963 | Franca Dallolio              |
| 1964 | Mirka Sartori                |
| 1965 | Alba Rigazzi                 |
| 1966 | Daniela Giordano             |
| 1967 | Cristina Businari            |
| 1968 | Graziella Chiappalone        |
| 1969 | Anna Zamboni                 |
| 1970 | Alda Balestra                |
| 1971 | Maria Pinnone                |
| 1972 | Adonella Modestini           |
| 1973 | Margareta Veroni             |
| 1974 | Loredana Piazza              |
| 1975 | Livia Jannoni                |
| 1976 | Paola Bresciano              |
| 1977 | Anna Kanakis                 |
| 1978 | Loren Cristina Mai           |
| 1979 | Cinzia Fiordeponti           |
| 1980 | Cinzia Lenzi                 |
| 1981 | Patrizia Nanetti             |
| 1982 | Federica Moro                |
| 1983 | Raffaella Baracchi           |
| 1984 | Susanna Huckstep             |
| 1985 | Eleonora Resta               |
| 1986 | Roberta Capua                |
| 1987 | Michela Rocco di Torrepadula |
| 1988 | Nadia Bengala                |
| 1989 | Eleonora Benfatto            |
| 1990 | Rosangela Bessi              |
| 1991 | Martina Colombari            |
| 1992 | Gloria Zanin                 |
| 1993 | Arianna David                |
| 1994 | Alessandra Meloni            |
| 1995 | Anna Valle                   |
| 1996 | Denny Mendez                 |
| 1997 | Claudia Trieste              |
| 1998 | Gloria Bellicchi             |
| 1999 | Manila Nazzaro               |
| 2000 | Tania Zamparo                |
| 2001 | Daniela Ferolla              |
| 2002 | Eleonora Pedron              |
| 2003 | Francesca Chillemi           |
| 2004 | Cristina Chiabotto           |
| 2005 | Edelfa Chiara Masciotta      |
| 2006 | Claudia Andreatti            |
| 2007 | Silvia Battisti              |
| 2008 | Miriam Leone                 |
| 2009 | Maria Perrusi                |
| 2010 | Francesca Testasecca         |
| 2011 | Stefania Bivone              |
| 2012 | Giusy Buscemi                |
| 2013 | Giulia Arena                 |
| 2014 | Clarissa Marchese            |
| 2015 | Alice Sabatini               |
| 2016 | Rachele Risaliti             |
| 2017 | Alice Rachele Arlanch        |
| 2018 | Carlotta Maggiorana          |
| 2019 | Carolina Stramare            |
| 2020 | Martina Sambucini            |
| 2021 | Zeudi Di Palma               |
| 2022 | Lavinia Abate                |
| 2023 | Francesca Bergesio           |
| 2024 | Ofelia Passaponti            |
| 2025 |                              |

## Miss Italia nel Mondo
| Jahr | Name                      | Land                    |
| ---- | ------------------------- | ----------------------- |
| 1991 | Barbara Bernardi          | Südafrika               |
| 1992 | Erika Verolin             | Australien              |
| 1993 | Bianca Gagliardi          | Deutschland             |
| 1994 | Claudia Cremonese Moratto | Uruguay                 |
| 1995 | Anna Leticia Rizzon       | Brasilien               |
| 1996 | Luana Spagnolo            | Schweiz                 |
| 1997 | Loredana La Rosa          | Schweiz                 |
| 1998 | Rudialva Vigolo           | Brasilien               |
| 1999 | Ambra Gullà               | Äthiopien               |
| 2000 | Barbara Clara             | Venezuela               |
| 2001 | Valentina Patruno         | Vereinigte Staaten      |
| 2002 | Catalina Ines Acosta      | Kolumbien               |
| 2003 | Stephanie Francesca Vatta | Niederlande             |
| 2004 | Silvana Santaella         | Venezuela               |
| 2005 | Mara Morelli              | Philippinen             |
| 2006 | Karina Michelin           | Brasilien               |
| 2007 | Antonella Carfi           | Schweiz                 |
| 2008 | Fiorella Migliore         | Paraguay                |
| 2009 | Diana Curmei              | Moldau                  |
| 2010 | Kimberly Castillo Mota    | Dominikanische Republik |
| 2011 | Silvia Novais             | Brasilien               |
| 2012 | Aylen Nail Maranges       | Argentinien             |

## Miss Universo Italia und Miss Mondo Italia
| Jahr | Miss Universo Italia    | Miss Mondo Italia    |
| ---- | ----------------------- | -------------------- |
| 2003 | Silvia Ceccon           | –                    |
| 2004 | Laia Manetti            | –                    |
| 2005 | María Teresa Francville | Sofia Bruscoli       |
| 2006 | –                       | Elisaveta Migatcheva |
| 2007 | Valentina Massi         | Giada Wiltshire      |
| 2008 | Claudia Ferraris        | Claudia Russo        |
| 2009 | Laura Valenti           | Alice Taticchi       |
| 2010 | Jessica Cecchini        | Giada Pezzaioli      |
| 2011 | Elisa Torrini           | Tania Bambaci        |
| 2012 | Grazia Maria Pinto      | Jessica Bellinghieri |
| 2013 | Luna Voce               | Sarah Baderna        |
| 2014 |                         | Silvia Cataldi       |